# 腹鳴
腹鳴(ふくめい)とは、消化管が蠕動運動を起こし、内容物が動くことで、音が出る現象である。空腹時によく出るのは、胃液が多く分泌されて胃の粘膜を刺激し、胃の運動が激しくなるためである。